# Astragalus utriger
Astragalus utriger är en ärtväxtart som beskrevs av Pall.. Astragalus utriger ingår i släktet vedlar, och familjen ärtväxter. Inga underarter finns listade i Catalogue of Life.